# Saint-Martin-d'Abbat
Saint-Martin-d'Abbat là một xã của tỉnh Loiret, thuộc vùng Centre-Val de Loire, miền trung nước Pháp.